# Hūnestān
Hūnestān (persiska: هونِستان, خُنِستان, هُنِستان, هونستان, Khūnistān, Khonestān, Hūnistān, Honestān) är en ort i Iran.   Den ligger i provinsen Semnan, i den nordöstra delen av landet, 400 km öster om huvudstaden Teheran. Hūnestān ligger 990 meter över havet och antalet invånare är 958.
Terrängen runt Hūnestān är platt.Runt Hūnestān är det mycket glesbefolkat, med 5 invånare per kvadratkilometer. Hūnestān är det största samhället i trakten. Trakten runt Hūnestān är ofruktbar med lite eller ingen växtlighet.